# 泉湖公园站
泉湖公园站是贵阳轨道交通2号线的地铁车站，位于中华人民共和国贵州省贵阳市白云区龙井路道路下方，于2021年4月28日开通。

## 车站结构
泉湖公园站呈東北-西南向设置，橫跨龍井路，为地下二层岛式站台车站，车站地下一层为站厅层，地下二层为站台层。
| 地面              | 出入口 | A、B、C出入口                                                                                         |
| 地下一层          | 站厅   | 客服中心、自动售票机、验票机                                                                          |
| 地下二层          | 站台   | \| \| \| █ 2号线往白云北路（） \| \| 島式 · 開左邊车门 \| \| \| \| \| \| █ 2号线往中兴路（楓林路） \| |
|                   |        | █ 2号线往白云北路（）                                                                                 |
| 島式 · 開左邊车门 |        | |
|                   |        | █ 2号线往中兴路（楓林路）                                                                             |

## 车站出口
泉湖公园站共有3个出入口，各出口及周围设施如下所示：
| 编号                | 出入口信息 | 照片 | 无障碍设施 |
| ------------------- | ---------- | ---- | ---------- |
| A · 出口 · （设有） |            |      |            |
| B · 出口 · （设有） |            |      |            |
| C · 出口            |            |      | 不適用     |
| 图例： 设有         |            |      |            |

## 车站历史
本站建设时期工程名为南湖路站，开通前正式命名为泉湖公园站，站名来自车站附近的泉湖公园。
- 2021年4月28日，车站随2号线工程通车开通[1]。